# حکمت الاهی
تئوسوفی، حکمت الاهی یا یزدان‌خِرَد (انگلیسی: Theosophy) از واژه یونانی θεοσοφία تئوسوفیا، با ترکیب θεός (تئوس به معنی خدا) + σοφία (سوفیا به معنی خرد) در مجموع به معنی خرد یا فرزانگی خداوند است که به سیستم‌های فلسفه علوم خفیه یا دانش جستجوی مستقیم اسرار وجود و طبیعت اشاره دارد که به‌طور ویژه طبیعت وجود یزدانی، خدایی یا الوهیت را مورد توجه قرار می‌دهد. تئوسوفی بخشی از زمینه گسترده‌تر علوم خفیه است که به یک دانش یا خرد مخفی اشاره می‌کند که رستگاری و روشنگری شخصی را ارائه می‌کند. شخص تئوسوفر در پی فهمیدن اسرار جهان و پیوندهایی که جهان، انسانیت و وجود خدایی را به هم پیوند می‌دهند می‌گردد. هدف تئوسوفی پژوهش ریشه و اصل وجود خدایی، انسانیت و جهان است. از پژوهش عنوان‌ها، تئوسوفرها سعی می‌کنند توضیحی همسان و مرتبط از هدف و ریشه جهان را بیابند.
نام تئوسوفی در زمان حاضر اغلب برای اشاره به دکترین یا آموزه‌های فلسفی-مذهبی انجمن تئوسوفی که در سال ۱۸۷۵ در نیویورک به دست هنری استیل الکت با همکاری ویلیام کوان جادج و هلینا بلاواتسکی تأسیس شد استفاده می‌شود. شاهکار بلاواتسکی (یکی از کارهای پایه‌ای این تئوسوفی) در سال ۱۸۸۸ با عنوان آموزهٔ سری منتشر شد. سازمان‌ها و جوامع تئوسوفی در ۵۲ کشور به فعالیت ادامه دادند و تئوسوفی در توسعه و رشد دیگر تحرکات عرفانی، فلسفی و مذهبی تأثیر گذاشت.